# Bernat Seuba i Romeu
Bernat Seuba i Romeu   (Òdena, 15 d'octubre de 1995) és un ciclista català de renom internacional dins l'esport del bicitrial. D'entre els nombrosos èxits que ha aconseguit en destaquen tres campionats del món i un d'Europa de biketrial, un campionat del món de trial per equips i diversos d'estatals i nacionals.
El seu germà petit, Marc Seuba, també participa amb èxit en competició internacional enquadrat dins el seu mateix equip, el Moto Club Igualada.
A 1 de gener de 2013

## Trajectòria esportiva
Seuba es començà a interessar pel biketrial en veure un reportatge sobre Dani Comas a la revista dels Súpers i tot seguit s'apuntà a l'escola de biketrial que hi esmentava Comas. Entrenat per Matías Aramburu i César Cañas, debutà en competició el 2003 al Biketrial del Saló de la Infància de Barcelona, a 8 anys, assolint-hi el tercer lloc i rebent la felicitació d'Ot Pi en persona. L'any següent, a 9 anys, va guanyar el seu primer campionat del món després d'haver-hi obtingut dos primers llocs i un de segon.

## Palmarès
El global de títols de biketrial (normativa BIU) i trial (normativa UCI) aconseguits per Bernat Seuba és el següent:
| Títol                         | BIU | UCI | Total |
| ----------------------------- | --- | --- | ----- |
| Campionats del Món            | 3   | -   | 3     |
| Campionats del Món per equips | -   | 1   | 1     |
| Campionats d'Europa           | 1   | -   | 1     |
| Campionats de Catalunya       | 5   | 7   | 12    |
| Campionats d'Espanya          | 2   | 6   | 8     |
| Copes de Catalunya            | -   | 3   | 3     |
| Copes d'Espanya               | -   | 1   | 1     |
| Total                         | 11  | 18  | 29    |

### Biketrial (BIU)
| Any          | Categoria    | C. del Món | C. d'Europa | C. d'Espanya | C. de Catalunya | Títols |
| ------------ | ------------ | ---------- | ----------- | ------------ | --------------- | ------ |
| 2004         | Poussin      |            |             |              | 1r              | 1      |
| 2005         | Poussin      | 1r         |             | 1r           | 1r              | 3      |
| 2006         | Benjamin     |            |             |              | 1r              | 1      |
| 2007         | Benjamin     | 1r         |             | 1r           | 1r              | 3      |
| 2008         | Minime       |            |             |              | 3r              | -      |
| 2009         | Minime       | 2n         | 1r          |              | 3r              | 1      |
| 2010         | Minime       | 1r         |             |              |                 | 1      |
| 2011         | Júnior       |            |             |              | 1r              | 1      |
| 2012         | Júnior       | 7è         |             |              |                 | -      |
| Total títols | Total títols | 3          | 1           | 2            | 5               | 11     |

1. ↑  Al total de títols s'hi compten tots els campionats nacionals, estatals o internacionals guanyats

### Trial (UCI)
| Any          | Categoria    | C. del Món              | UCI W.Y.G. | C. d'Espanya | Copa d'Espanya | C. de Catalunya | Copa de Catalunya | Títols |  |
| ------------ | ------------ | ----------------------- | ---------- | ------------ | -------------- | --------------- | ----------------- | ------ |  |
| 2004         | Principiant  |                         |            |              |                | 1r              |                   | 1      |  |
| 2005         | Principiant  |                         |            | 1r           |                | 1r              |                   | 2      |  |
| 2006         | Aleví        |                         |            | 1r           |                | 1r              |                   | 2      |  |
| 2007         | Aleví        |                         |            | 1r           |                | 1r              |                   | 2      |  |
| 2008         | Infantil     |                         |            |              |                | 1r              | 1r                | 2      |  |
| 2009         | Infantil     |                         | 2n         | 1r           |                | 1r              | 1r                | 3      |  |
| 2010         | Cadet        |                         |            | 1r           |                | 2n              | 1r                | 2      |  |
| 2011         | Cadet        |                         | 3r         | 1r           | 1r             | 1r              |                   | 3      |  |
| 2012         | Junior       | 1r (equips)             |            |              |                |                 |                   | 1      |  |
| 2013         | Junior       | 1r(individual + equips) |            | 1r           |                | 1r              |                   | 4      |  |
| Total títols | Total títols | 3                       | -          | 7            | 1              | 8               | 3                 | 22     |  |
|              |              |                         |            | 8 estatals   | 8 estatals     | 11 nacionals    | 11 nacionals      |        |  |

1. ↑  Al total de títols s'hi compten tots els campionats nacionals, estatals o internacionals guanyats